# Педиатрическая психология
Педиатрическая психология — мультидисциплинарная область как научных исследований, так и клинической практики, которая занимается вопросами обеспечения здоровья и нормативного развития детей, подростков, а также их родителей в детских лечебно-профилактических учреждениях. Она находится на пересечении таких научных дисциплин, как детская патопсихология, психология развития, психология здоровья.

## История развития
Началом зарождения педиатрической психологии как отдельной научной области можно считать постановку и обсуждение в научных кругах проблемы необходимости взаимодействия и интеграцией знаний между психологией и педиатрией в XX веке. Другой важной предпосылкой к развитию педиатрической психологии послужила организация в 1911 году Американской психологической ассоциацией специального комитета, который занимался вопросами введения психологии в обязательный курс подготовки педиатров. Несмотря на то, что на практике многие психологи работали в детских медицинских учреждениях, а после Второй мировой войны их количество только увеличилось, теоретическое развитие данной области практически не осуществлялось. Тем не менее, это продолжалось недолго, так как запросы практики требовали более четкой интеграции знаний психологии и педиатрии, в частности когда практикующие педиатры сталкивались с проблемой психологической этиологии некоторых заболеваний.
Началом второго этапа развития педиатрической психологии как отдельной науки можно считать 1965 год, в котором появилась статья Дж. Кагана «The new marriage: pediatrics and psychology» («Новая свадьба: педиатрия и психология»). В этой статье он делал упор на то, какой вклад может внести психология развития в процесс диагностики и лечения заболеваний в детском возрасте. Спустя 2 года после её публикации, в 1967 вышла работа Л. Райта «Pediatric Psychology: A Role Model», в которой впервые был употреблен термин «педиатрическая психология».
Именно 1967 год принято считать годом рождения педиатрической психологии как отдельной области. Л. Райт одним из первых попытался прочертить границу между клинической и педиатрической психологией. Такое различие он видел в том, что психологи, работающие в детских медицинских учреждениях должны меньше внимания уделять тяжелой патологии и патологии как таковой, вместо этого концентрируясь на проблемах нормального развития и его профилактики.
Через год после публикации Л. Райта, в 1968 год, было сформировано Общество педиатрических психологов, являющееся филиалом секции Клинической детской психологии в рамках Американской психологической ассоциации. С 1976 года выходит «Журнал педиатрической психологии».
На данный момент в развитии педиатрической психологии больший акцент делается на оказании помощи детям и их семьям при хроническом заболевании, а также подчеркивается значимость системного командного подхода в терапии, с участием педиатра, психолога, медсестер, психиатра и т. д.
В России, несмотря на практическое применение знаний психологии в медицине и педиатрии в частности, педиатрическая психология как отдельная область психологии пока не существует.

## Задачи психолога в детском медицинском учреждении
Несмотря на то, что с развитием педиатрической психологии изменялся и взгляд на то, какие функции должен выполнять психолог в детском медицинском учреждении, на данный момент современные руководства по данной дисциплине выделяют следующие функции:
- Психолог должен уделять особое внимание и обеспечивать поддержку таким психосоциальным нуждам больного и его семьи, которые могут повлиять на его способности психологически справляться с ситуацией болезни и соблюдение предписаний врача
- Диагностировать возможность наличия таких психологических состояний, которые могут лежать в основе существующего соматического заболевания.
- Проводить такую интервенцию, которая бы улучшала копинг и общую адаптацию пациента, а также облегчала проведение необходимых лечебных процедур
- Помогать пациенту и его семье в понимании болезни, а также обеспечивать максимальное соблюдение лечебного режима
- Сотрудничать и взаимодействовать с медицинскими работниками
- Делать менее травмирующим переход пациента из одного отделения больницы в другое или в другое медицинское учреждение